# 梅德諾戈爾斯克
51°25′04″N 57°35′00″E / 51.41778°N 57.58333°E
梅德諾戈爾斯克（俄语：Медного́рск）是俄羅斯奧倫堡州的一個城市，位於奧倫堡以東224公里。2024年人口23,013人。
1933年建立，1939年設市。